# Centralfronten
Centralfronten var en front i Röda armén under andra världskriget.

## Kursk

### Organisation
Frontens organisation den 19 november 1942:
- 13:e armén
- 48:e armén
- 60:e armén
- 65:e armén
- 70:e armén
- 2:a stridsvagnsarmén
- 16:e flygarmén